# Гугі (архітектура)
Архітектура Гугі (англ. Googie) — форма стилю постмодерної архітектури, підрозділ футуристичної архітектури.
Це тип футуристичної архітектури, на який вплинула культура автомобілів, реактивних літаків, космічної та атомної ери. Він виник у Південній Каліфорнії з архітектурою стримлайн модерн 1930-х років і був популярним у Сполучених Штатах приблизно з 1945 року до початку 1970-х років. Пік популярності цього стилю: 1940-1950-ті роки. Альтернативні назви цього стилю: популюкс (populux) або ду-воп (doo-wop).
Архітектура Гугі була популярною серед мотелів, кав'ярень, ресторанів, боулінгів, автомийок, заправок.
Походження назви: у 1949 році у Голлівуді відкрилася кав'ярня Googies Coffee Shop, спроектована архітектором Джоном Лотнером. Ім'я «Гугі» було сімейним прізвиськом дружини первісного власника ресторану. Гугі стало назвою для цілого архітектурного стилю після виходу статті Д. Хаскелла у журналі House and Home 1952 року.
Особливості Гугі включають консольні або висхідні дахи, криволінійні геометричні форми та сміливе використання скла, сталі та неону, насичені яскраві кольори. Будівлі імітували мотиви стартових комплексів космічних ракет, реактивних літаків або фантастичних космічних кораблів. Багато споруд у стилі Гугі мають дах, який виглядає як 2⁄3 перевернутого тупого трикутника або як парабола, вигнута донизу.
Популярні форми цього стилю: бумеранги, літаючі тарілки, космічні станції, хвости літаків, схематичні атоми, зірки, спалахи та параболи. Також Гугі притаманне перебільшення, наприклад — гігантський пончик як елемент зовнішнього оформлення кав'ярні.
Цей стиль був тісно пов'язаний з розвитком автомобільного трафіку. Він віддзеркалює епоху, коли автомобіль став у США основним засобом пересування. Бізнес зрозумів, що для того, щоб привернути для себе клієнтів, які швидко рухаються на авто, потрібно бути максимально помітними. Це й пояснює використання величезних сяючих вивісок, великих вікон, яскравих кольорів.
Типовий приклад естетики Гугі — величезні рекламні стели та вивіски з неоном, як от наприклад знаменитий знак «Ласкаво просимо до неймовірного Лас-Вегасу».
Ці стилістичні умовності відображали захоплення американського суспільства темами космічної ери та маркетинговий акцент на футуристичному дизайні. Гугі був просякнутий ескапізмом, оптимізмом, енергією руху та швидкості.
З часом Гугі став менш цінуватися, і багато будівель у цьому стилі було зруйновано. До того ж, основним покликанням цієї архітектури часто була лише мета привернути увагу клієнтів, і будівлі не вписувалися естетично у оточуюче середовище.
У середині 1980-х зародився рух захисників стилю Гугі, який вніс особливо важливі споруди цього стилю у список архітектурних пам'ятників.

## Приклади стилю Гугі
- Найстаріший ресторан McDonald's (Дауні, Каліфорнія) з його золотими арками.
- Заправка Union 76 Station у Беверлі Гіллз.
- Башта Спейс-Нідл[en] у Сіетлі.
- Theme Building[en] — споруда у формі НЛО у міжнародному аеропорту Лос-Анджелеса.
- Молитовна вежа у кампусі Університету Орала Робертса.

## У популярній культурі
У фільмі «Американські графіті» події відбуваються біля кафе «Mel's Drive-In», яке побудоване у стилі Гугі.
Архітектура Гугі притаманна футуристичному світові мультсеріалу «Джетсони».

## Галерея

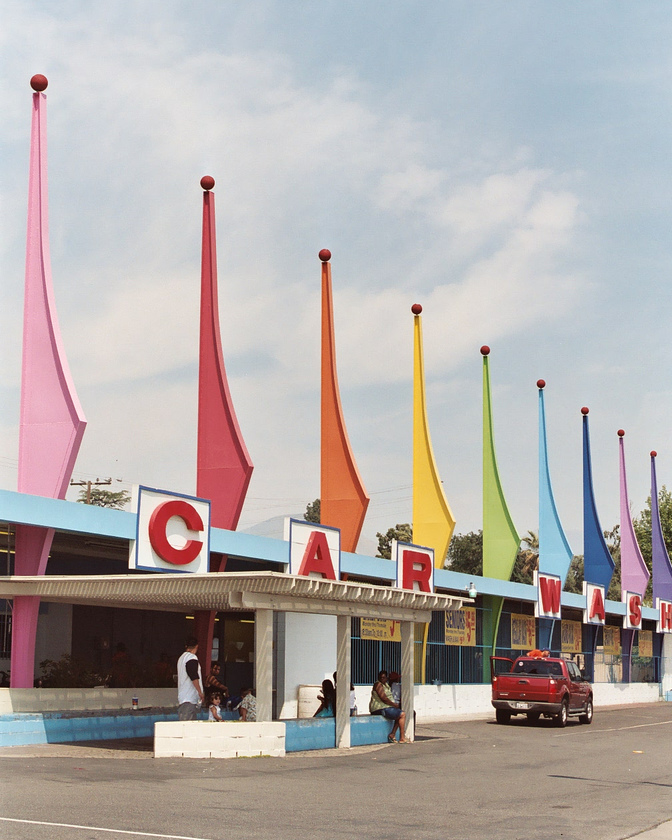
Автомийка, Сан Бернардіно, Каліфорнія.
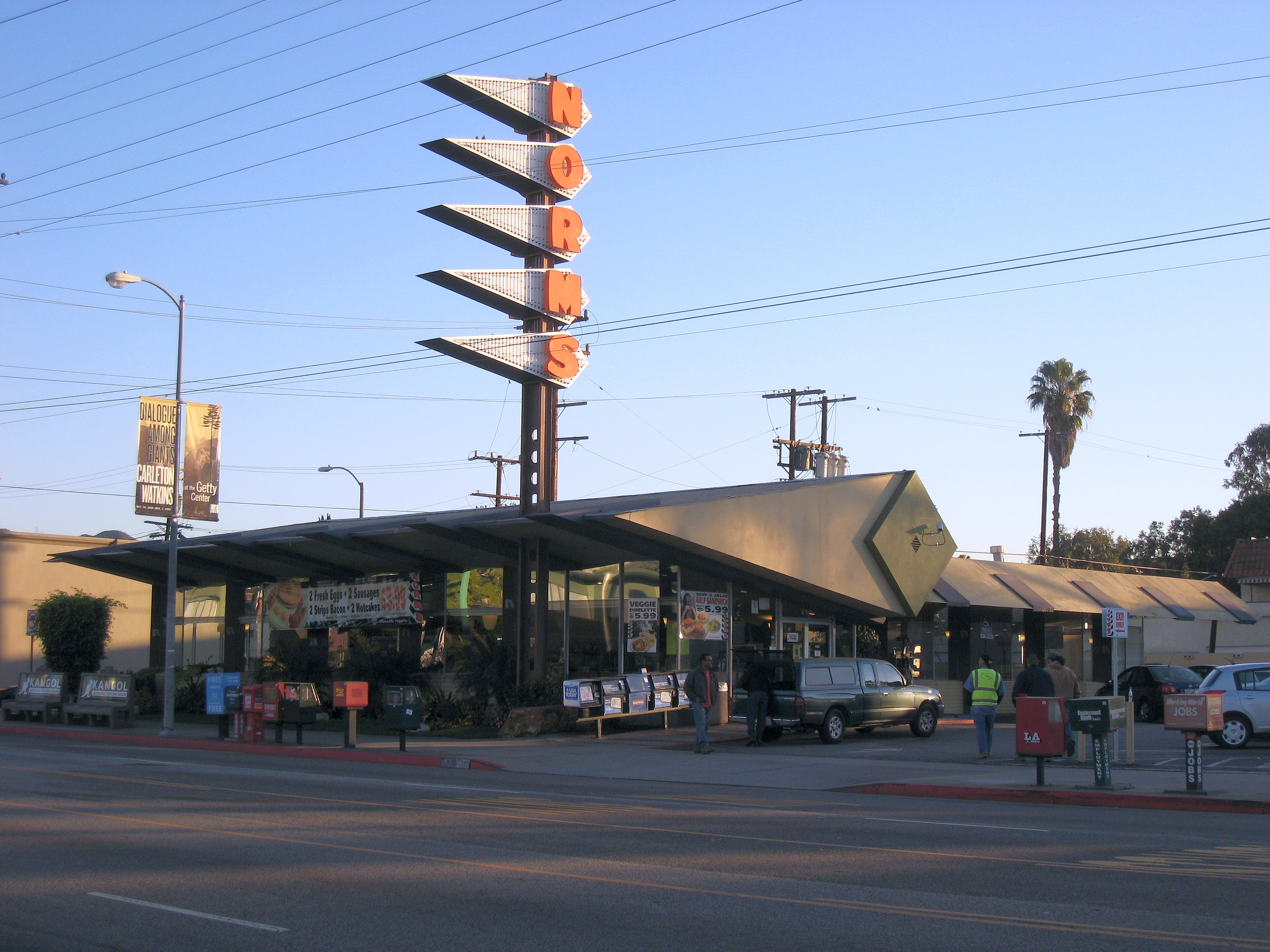
Ресторан Norms, Лос-Анджелес.
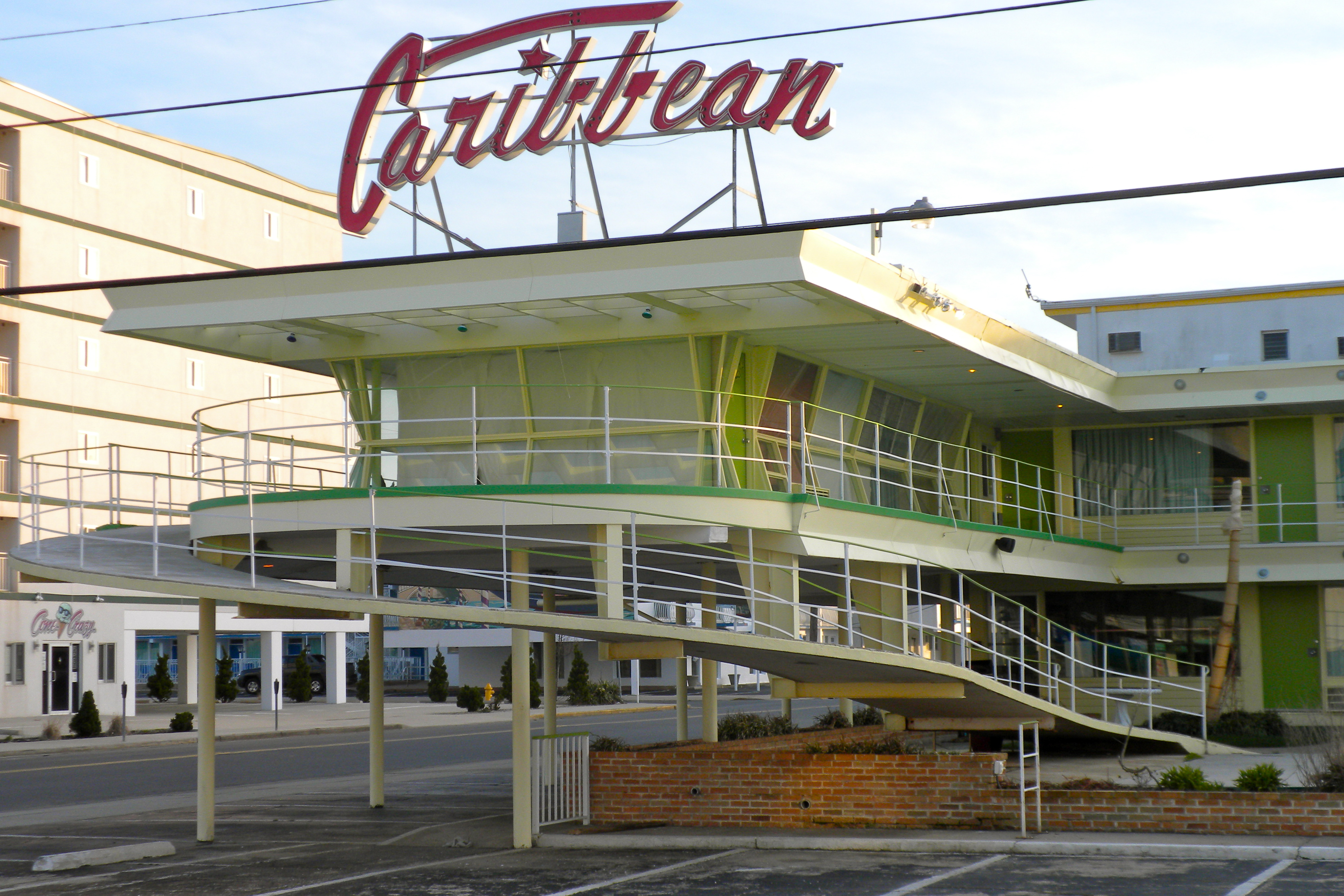
Мотель Caribbean, Нью-Джерсі.
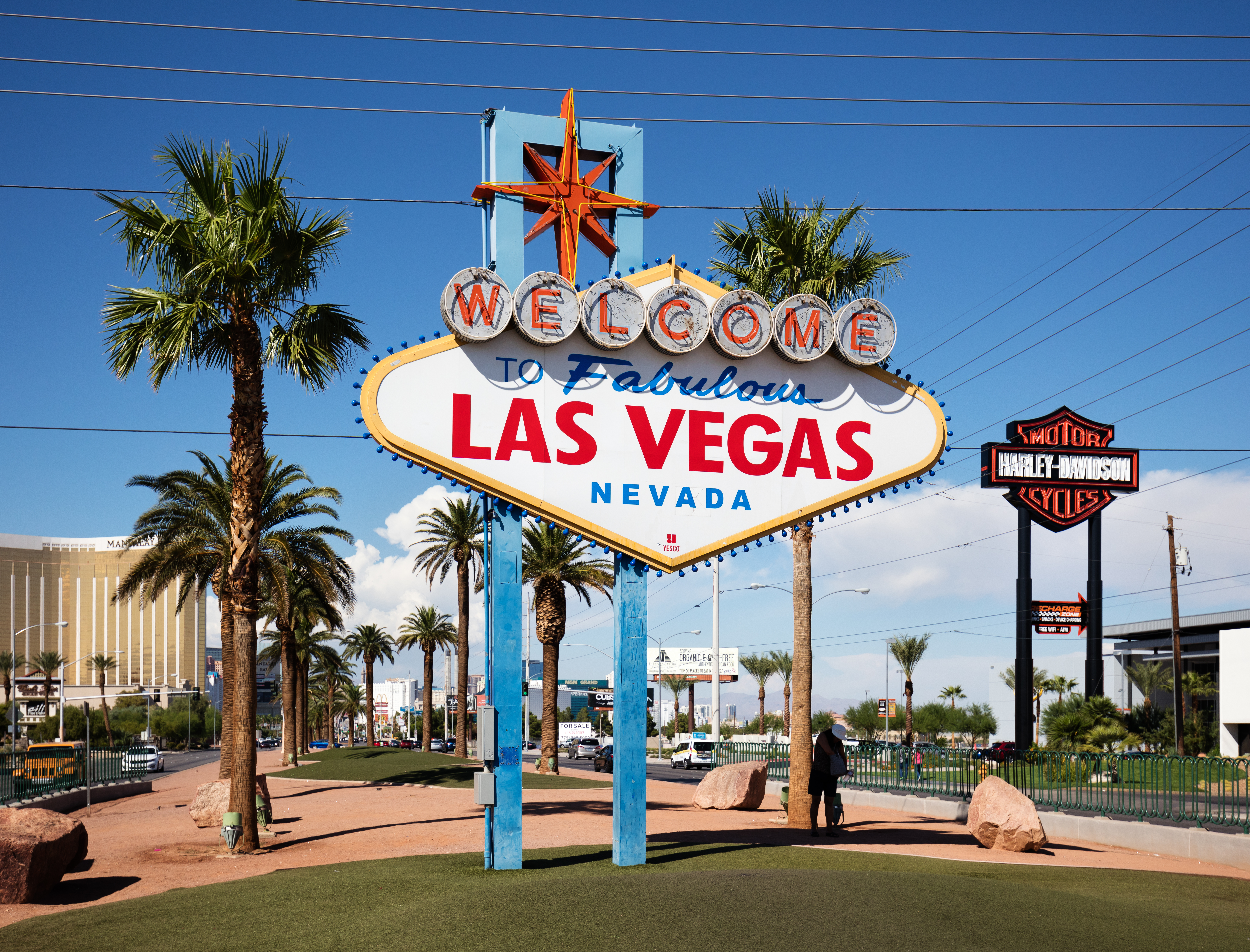
Знак «Ласкаво просимо до неймовірного Лас-Вегасу».
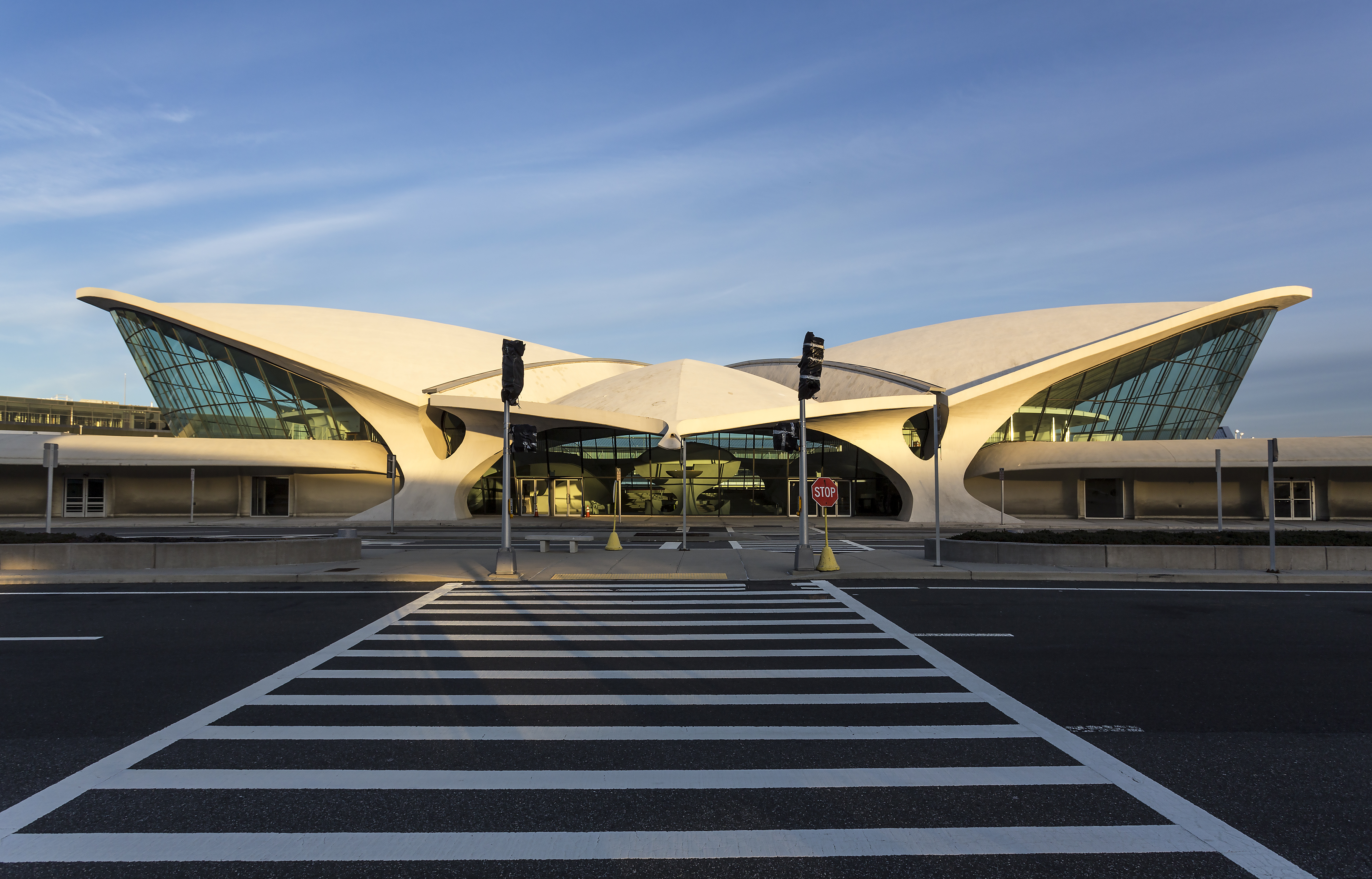
TWA Flight Center, Нью-Йорк.
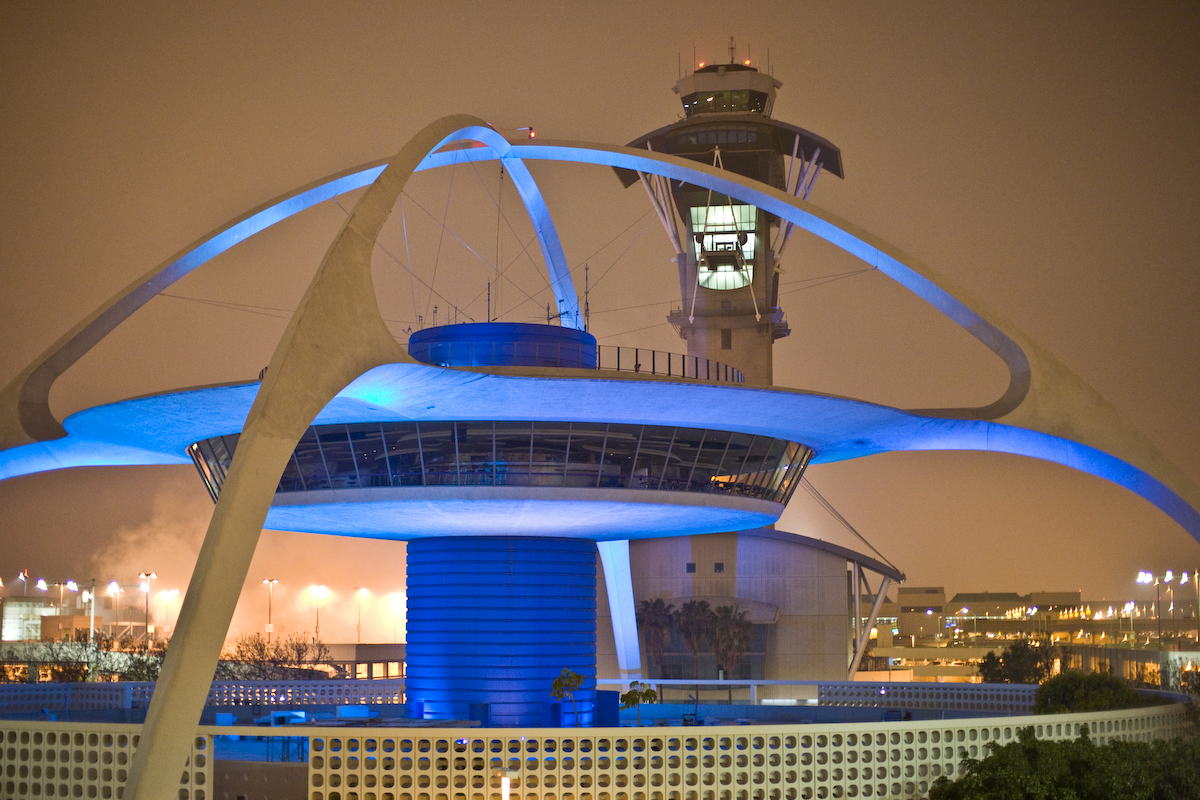
Theme Building, Лос-Анджелес.
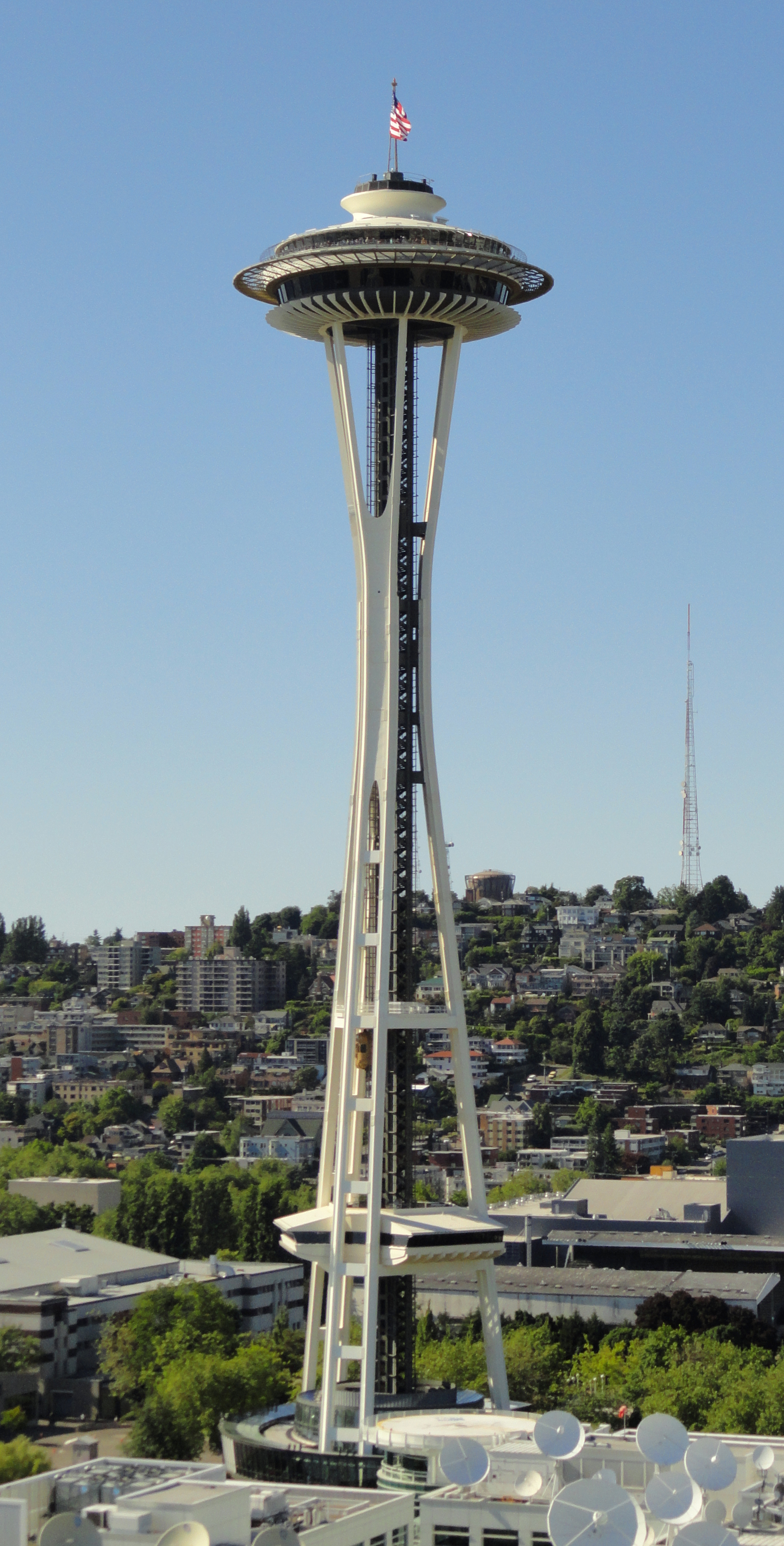
Спейс-Нідл, Сіетл.
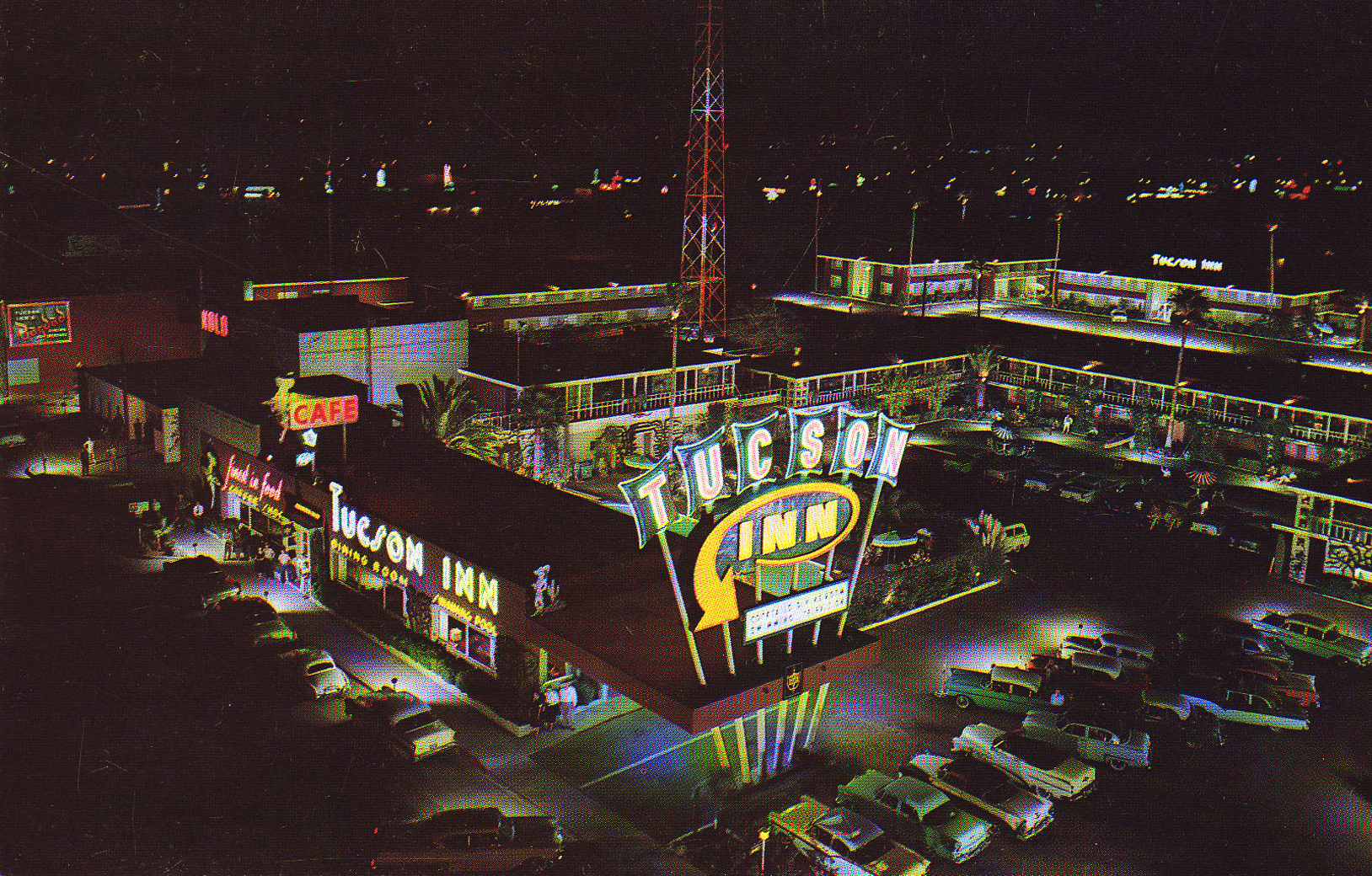
Мотель Tucson Inn (1956).
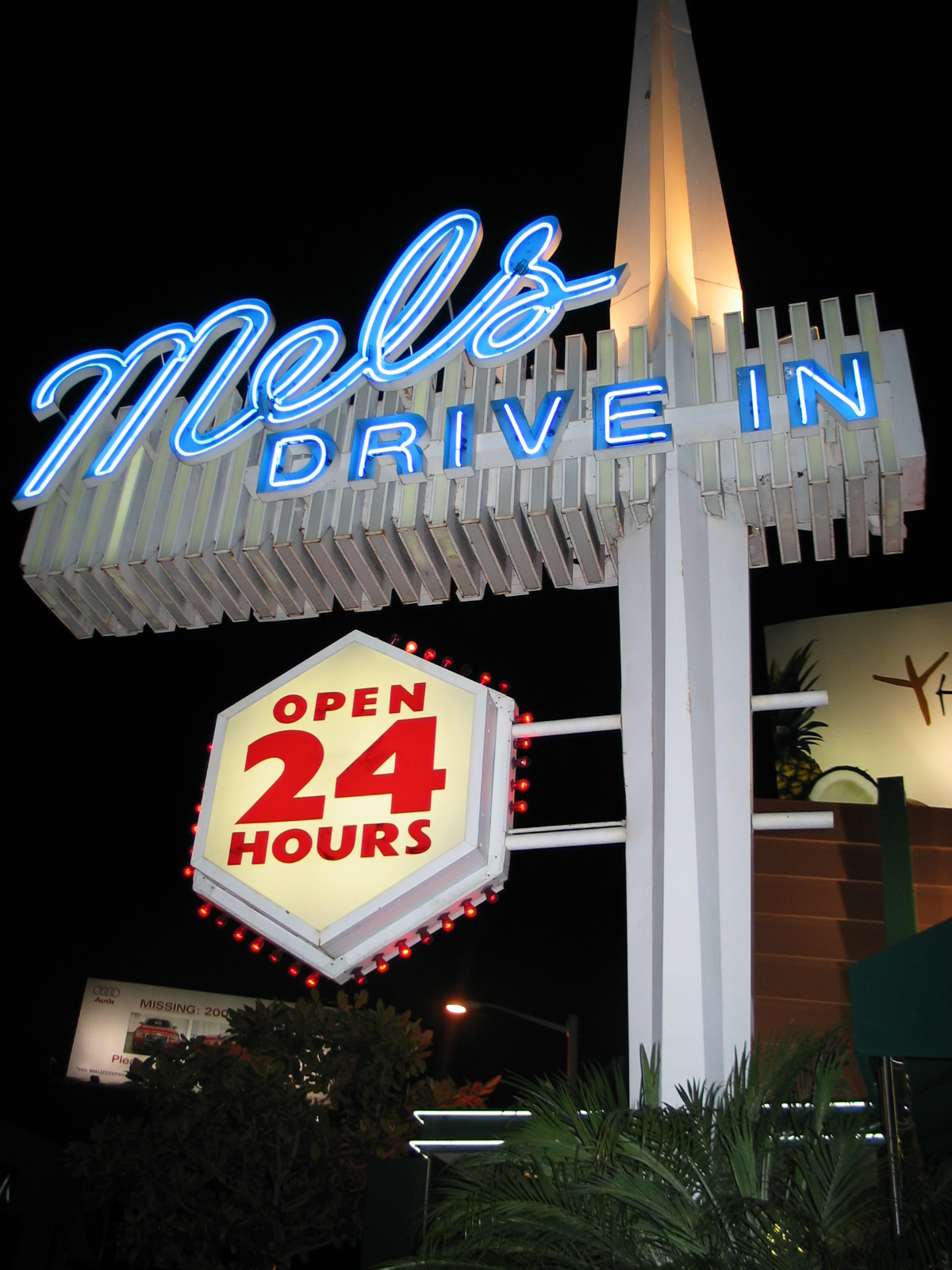
Mel’s Drive-In, Голлівуд.